# Panzerina
Panzerina  é um gênero botânico da família Lamiaceae

## Espécies
- Panzerina canescens
- Panzerina lanata
- Panzerina parviflora